# Osaka Express
Osaka Express je njemački kontejnerski brod koji je u vlasništvu hamburške kompanije Hapag-Lloyd.
Brod je izgrađen u južnokorejskom brodogradilištu Hyundai Heavy Industries te je jedan od ukupno osam jednakih brodova iz klase Colombo Express koji su dobili ime po njemačkim i dalekoistočnim gradovima. Sam Osaka Express je dobio ime po Osaki, japanskom gradu na otoku Honšuu.
Brod se uglavnom koristi za trgovačke rute između Europe i jugoistočne Azije.

## Klasa Colombo Express
Kontejnerski brodovi iz klase Colombo Express su:
- Colombo Express
- Bremen Express
- Chicago Express
- Hannover Express
- Kuala Lumpur Express
- Kyoto Express
- Osaka Express
- Tsingtao Express

## Vanjske poveznice
- Informacije o brodu na službenim web stranicama njegovog vlasnika  Arhivirana inačica izvorne stranice od 1. kolovoza 2014. (Wayback Machine)
- [neaktivna poveznica]